# Isabelle de Navarre
Isabelle de Navarre (1395 - 31 août 1450) est la plus jeune fille de Charles III de Navarre et de son épouse Éléonore de Castille. Elle appartient à la maison d'Évreux. 

## Jeunesse et famille
Peu de temps avant la naissance d'Isabelle, sa mère a des problèmes en Castille, impliquant son frère Jean Ier d'Aragon. Éléonore est contrainte de retourner en Navarre pour la naissance de sa fille. 
Isabelle est la sixième de huit enfants. Ses deux jeunes frères sont morts dans leur enfance, laissant Isabelle et ses cinq sœurs aînées. Parmi elles : Joanna (décédée avant d'avoir hérité du trône), Blanche (successeur de leur père) et Béatrice. 

## Mariage
Isabelle est d'abord fiancée à l'infant Jean d'Aragon vers 1414 . Sa mère, la reine Éléonore de Castille lui lègue de l'argent pour le mariage. Jean devient plus tard roi d'Aragon mais rompt son contrat de mariage avec Isabelle, dans l'espoir d'épouser Jeanne II de Naples.
Isabelle se marie finalement avec Jean IV d'Armagnac le 10 mai 1419, qui est le second mariage de Jean IV après le décès de sa première épouse Blanche de Bretagne, qui ne laissa pas d’héritier mâle. 
Isabelle et Jean ont cinq enfants : 
- Marie d'Armagnac (1420–1473), mariée en 1437 à Jean II d'Alençon (1409–1476), duc d'Alençon ; trisaïeuls du roi Henri IV de France ;
- Jean V d'Armagnac (1420–1473), vicomte de Lomagne, puis comte d'Armagnac, de Fézensac et Rodez. Il se marie avec sa sœur cadette Isabelle, ce qui justifia un conflit avec son suzerain Louis XI ;
- Éléonore (1423–1456), mariée en 1446 avec Louis de Chalon (1389 † 1463), prince d'Orange, seigneur d'Arlay et d'Arguel ;
- Charles Ier (1425–1497), vicomte de Fézensaguet, puis comte d'Armagnac, de Fézensac et Rodez ;
- Isabelle (1430–1475/6), dame des Quatre-Vallées. Elle se maria avec son frère Jean V, provoquant un scandale dans toute la chrétienté.

Isabelle meurt en août 1450, à l'âge de 54 ans, et son mari décède trois mois plus tard.